# Heliconius obscurata
Heliconius obscurata är en fjärilsart som beskrevs av Riffarth 1907. Heliconius obscurata ingår i släktet Heliconius och familjen praktfjärilar. Inga underarter finns listade i Catalogue of Life.